# La-Mulana
La-Mulana est un jeu vidéo de plates-formes à défilement horizontal, sorti en 2005 sur PC Windows, avec des graphismes et une interface inspirés par les jeux MSX. Le titre est un jeu d'action-aventure, inspiré par les séries de jeux Castlevania et Metroid, et est notable pour sa difficulté élevée.
Ce jeu était à l'origine disponible en japonais seulement, mais un patch de traduction a été conçu par Ian Kelly d'AGTP. Une version WiiWare est disponible depuis le 20 septembre 2012 en Europe. Le jeu a été légèrement modifié, sur la forme surtout : les graphismes sont cette fois typés « 16-bits » et la difficulté a été légèrement revue à la baisse.

## Développement
Un portage du jeu sur le WiiWare a été démarré en 2007 en reprenant le code à zéro, et a finalement été publié par Nigoro le 21 juin 2011 au Japon. La version WiiWare présente certaines différences avec l'originale, en partie pour baisser la difficulté et améliorer le design afin d'attirer une plus large audience, en partie pour fournir une nouvelle expérience à ceux qui ont déjà fini l'original, et en partie à cause de problèmes de copyright. De plus, les graphismes et la musique ont été affinés.
Parmi les changements importants :
- les boss ont été modifiés jusqu'à devenir entièrement différents des boss originaux ;
- les ROMS ont été remplacées par des "Programmes" à cause de problèmes de copyright ;
- la carte des niveaux a été légèrement modifiée, notamment par l'ajout et la suppression de salles. De même, certaines énigmes ont été supprimées tandis que d'autres ont été rajoutées ;
- le moteur de jeu a été entièrement refait, ainsi que le code.

Le projet initial de publication en Amérique du Nord et en Europe a été annulé par Nicalis. En juin 2012, EnjoyUp Games déclare son intérêt dans la publication de La-Mulana. Le portage WiiWare sort finalement le 20 septembre 2012 en Europe et en Amérique du Nord.
Un remake pour Windows, basé sur la version WiiWare, sort le 13 juillet 2012 en Europe et en Amérique du Nord sur Playism et en octobre 2012 sur GOG.com et Desura,. Il a aussi été publié sur Steam. Il inclut également quelques ajustements et ajouts par rapport à la version WiiWare, dont le Temple de l'Enfer (Hell Temple), qui n'était disponible que sur DLC dans la version WiiWare), et une refonte du mode Time Attack.

## Réception
Après la sortie d'un patch de traduction en anglais, le jeu a été joué par les sites 1UP.com et Joystiq. Il a été salué comme un jeu amusant, 1UP.com le qualifiant de « bon jeu de plateforme-exploration dans la lignée de Metroid et Castlevania qui restitue sans accroc le style graphique et musical des jeux MSX ». Cependant, les deux sites ont noté l'extrême difficulté du jeu,.

## Suite
En janvier 2014, une campagne Kickstarter a été lancée pour lever les fonds nécessaires au développement de La-Mulana 2. Cette campagne a atteint ses objectifs,,. Le jeu est sorti le 30 juillet 2018.